# Goutrens
 Goutrens  là một xã ở tỉnh Aveyron, thuộc vùng Occitanie ở miền nam nước Pháp.